# Francisco de Araújo

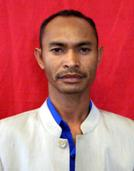
Francisco de Araújo

Francisco de Araújo (* 7. Oktober 1973 in Hatu-Builico, Portugiesisch-Timor) ist ein Politiker aus Osttimor. Er ist Mitglied der Associação Social-Democrata de Timor (ASDT) und war ASDT-Vorsitzender im Distrikt Ainaro (Stand 2012).
Araújo hat die Sekundärschule abgeschlossen. Von 2007 bis 2012 war er Abgeordneter des Nationalparlament Osttimors. Hier war Araújo Mitglied der Kommission für Gesundheit, Bildung und Kultur (Kommission F).
Araújo gehörte zu den Anhängern des 2012 verstorbenen Parteivorsitzenden Francisco Xavier do Amaral und innerparteilichen Gegnern des zeitweiligen neuen Vorsitzenden Gil da Costa Alves.
Bei den Parlamentswahlen 2012 stand Araújo auf Platz 10 der Wahlliste der ASDT. Allerdings scheiterte die ASDT an der Drei-Prozent-Hürde.